# Бобоназарова, Ойнихол
Ойнихол Бобоназарова (10 июня 1948, Яванский район,  Таджикская ССР, СССР) — правозащитница, диссидентка, руководительница общественного объединения «Перспектива+».

## Биография
- Родилась (10 июня 1948) в горном селе на юге Таджикистана.
- Окончила юрфак Таджикского госуниверситета (1971) и аспирантуру Академии наук Таджикистана (1971—1976). Кандидат юридических наук.
- Работала преподавателем (1976—1989), деканом юридического факультета Таджикского национального университета (1989—1992).
- 1996—2004 — советник по правам человека в Таджикском представительстве ОБСЕ.
- В 1997 году выдвигалась на пост заместителя генерального прокурора по 30%-й квоте «Объединенной таджикской оппозиции», но отказалась принять должность.
- 1996—2007 — председатель правления Таджикского филиала Института «Открытое Общество» — Фонда Сороса в Таджикистане (ТФИОО).
- С 2007 года возглавляет общественное объединение «Перспектива+», которое занимается мониторингом ситуации в тюрьмах, борется с пытками, защищает права женщин и трудовых мигрантов[3].
- В 1990 год вступила в Демократическую партию Таджикистана.

### Правозащитная и политическая деятельность
Начала заниматься правозащитной деятельностью, после вступления в оппозиционную к официальным властям Демократическую партию Таджикистана. Участвовала в расследованиях нарушений прав человека в республике. В 1993 году Бобоназарова была арестована по обвинению в подготовке государственного переворота и измене Родине, находилась под стражей несколько месяцев. После освобождения она продолжила правозащитное движение. В 2007 г. организовала и возглавила общественное объединение «Перспектива+», которое занимается мониторингом ситуации в тюрьмах, борется с пытками, защищает права женщин и трудовых мигрантов. Баллотировалась как кандидат от Партии исламского возрождения Таджикистана (ПИВТ) на выборах Президента Таджикистана (2013). Как основной оппозиционный кандидат Ойнихол Бобоназарова не была допущена к выборам. Поэтому, две оппозиционные политические партии страны — Партия исламского возрождения Таджикистана и Социал-демократическая партия Таджикистана — от участия в выборах отказались.

## Международные награды
- Премия «Лучший правозащитник года» от ОО «Бюро по правам человека и соблюдению законности» (2013)[1]
- Премия Госдепартамента США International Women of Courage («Отважная женщина») (2014)[2]